# BÉT Xtend
A BÉT Xtend a Budapesti Értéktőzsde középvállalati igényekre létrehozott platformja.
A multilaterális kereskedési platform (MTF) alacsonyabb belépési díjakkal történő, könnyített tőzsdei megjelenést tesz lehetővé középvállalatok számára. Az Xtend célja, hogy egy fejlődési utat jelöljön ki vállalatok számára, mely fokozottan vezeti be őket a tőkepiaci működésbe. A cél, hogy sikeres cégek tovább tudjanak lépni majd a Standard, majd esetlegesen a Prémium kategóriába.

## Jellemzői
A BÉT Xtend lehetőséget teremt a tőzsde főbb előnyeinek élvezetére, mint a tőzsdemegjelenés adta márkaérték, a transzparenciából következő befektetői bizalom, illetve a részvények kereskedhetőségéből következő likviditási érték. Ezen kívül lényeges, hogy lehetőség van tőzsdei forrásbevonásra is.
Ezzel ellentétben azonban, míg a Prémium és Standard kategóriában kötelező az IFRS szerinti beszámolók készítése, addig az Xtend piacon elég a Magyar Számviteli Szabványok szerint elkészített pénzügyi jelentés is. Illetve lényeges még, hogy a BÉT Xtend piacon nem kell a kibocsátó könyvvizsgálójának kibocsátói minősítéssel rendelkeznie, amíg a Standard és Prémium kategóriákban igen. Lényeges még, hogy lehetőség van úgynevezett technikai bevezetésre is, vagyis, hogy IPO nélkül, mindössze egy zártkörű tőkeemelés után jelenjenek meg a piacon.
Lényeges lehet még potenciális cégek számára, hogy maga a tőzsdére való felkészülési út folyamán is sok tanácsadási lehetőségben részesülnek ezen cégek, melyek segíthetik a professzionalizálódásukat.

## XTEND index
A Budapesti Értéktőzsde létrehota a az Xtend kategória referenciamutatójaként az XTEND indexet. A index tagjai között tudható az összes kategóriában jegyzett vállalt részvénye. Az index hivatalos számításának első napja 2024 február 19. Az index bázisértéke 1000 pont, míg báziskapitalizációja 100 millió forint. 

## Kapcsolódó szócikk
- Nemzeti Tőzsdefejlesztési Alap